# Поротниково
Поро́тниково (рос. Поротниково) — село у складі Бакчарського району Томської області, Росія. Адміністративний центр Поротниковського сільського поселення.

## Населення
Населення — 413 осіб (2010; 508 у 2002).
Національний склад (станом на 2002 рік):
- росіяни — 93 %